# St Martin's (Shropshire)
St Martin's est une paroisse civile et un village du Shropshire, en Angleterre.